# 鳥取県立琴の浦高等特別支援学校
鳥取県立琴の浦高等特別支援学校（とっとりけんりつ ことのうらこうとうとくべつしえんがっこう) は、鳥取県東伯郡琴浦町赤碕にある県立の特別支援学校。「琴の浦」と省略されることもある。

## 概要
歴史
- 2012年（平成24年）- 旧鳥取県立赤碕高等学校が改築されて開校
- 2014年（平成26年）5月29日 - ことカフェオープン

設置学科
- 生活流通科
- サービスビジネス科

## 部活動
運動部
- 陸上ソフトボール部
- バスケ部
- バドミントン部
- 卓球部

文化部
- 美術部
- ダンス部
- 音楽部
- ボランティア部